# رحلة السيد أبو العلا البشري (مسلسل)
رحلة السيد أبو العلا البشري هو مسلسلٌ اجتماعيٌ مصري، كان قد عُرض للمرة الأولى في 9 مايو/أيار 1986 م، وهو من إخراج محمد فاضل (مخرج)، وتأليف أسامة أنور عكاشة. يحكي المسلسل عن السيد أبو العلا البشري، وهو رجلٌ ينطلق في رحلةٍ بدأت من إحدى قرى محافظات الدلتا واستقر في القاهرة.

## ملخص القصة
السيد أبو العلا البشري رجل يحمل الكثير من المفاهيم الصالحة لحياة تقترب من المدينة الفاضلة، لرجل خرج على المعاش بعد حياة قضاها في عمله ولم يغادر فيها مدينته، وتبدأ الأحداث عندما يقرر أن يعيش حياته فيخدمة من عرفهم من أقاربه بعد أن تبنى ابنة أحد أصدقاء العمل، فيرحل إلى القاهرة.

## وصلات خارجية
- رحلة السيد أبو العلا البشري على موقع IMDb (الإنجليزية)
- رحلة السيد أبو العلا البشري على موقع قاعدة بيانات الأفلام العربية
- رحلة السيد أبو العلا البشري على موقع قاعدة بيانات الفيلم (الإنجليزية)